# Selasoma tibiale
Selasoma tibiale är en tvåvingeart som först beskrevs av Fabricius 1805.  Selasoma tibiale ingår i släktet Selasoma och familjen bromsar. Inga underarter finns listade i Catalogue of Life.